# Rohrmoser Weiher
Der Rohrmoser Weiher ist ein kleines Stillgewässer im südlichen Gemeindegebiet von Seeshaupt.